# Panaspis cabindae
Panaspis cabindae är en ödleart som beskrevs av  Bocage 1866. Panaspis cabindae ingår i släktet Panaspis och familjen skinkar. IUCN kategoriserar arten globalt som otillräckligt studerad. Inga underarter finns listade i Catalogue of Life.